# Tramwaje w Pusanie
Tramwaje w Pusanie – zlikwidowany system komunikacji tramwajowej w południowokoreańskim mieście Pusan.

## Historia
W 1910 uruchomiono pierwsze tramwaje w mieście, były to tramwaje parowe. 31 października 1915 uruchomiono tramwaje elektryczne. W 1924 w mieście były 24 km tras tramwajowych. Początkowo tramwaje w Pusanie kursowały po torach o rozstawie 762 mm, który zmieniono w 1931 na 1067 mm. Tramwaje zlikwidowano 20 maja 1968. 